# Sijmen Barend Hooghoudt
Sijmen Barend Hooghoudt (Slochteren, 31 augustus 1901 - Groningen, 30 augustus 1953) was een Nederlands hydroloog en landbouwkundige.
Hij studeerde fysische chemie aan de Rijksuniversiteit Groningen en promoveerde in 1928 op een proefschrift over het fotovoltaïsch effect. Aangesteld bij het toenmalige Instituut voor Bodemkunde Groningen, later Instituut voor Bodemvruchtbaarheid in Haren (Gr.), publiceerde hij in de jaren tot zijn dood een aantal bijdragen aan de drainagetheorie (in 1937, en in 1940), een bijdrage over bepalingen van de verzadigde hydraulische doorlatendheid met behulp van de boorgatmethode (in 1936). Zijn bijdragen aan de drainagetheorie konden worden gebruikt in praktische ontwerpen en in onderzoek, belangrijk in het kader van de mechanisering van de landbouw, en voor de aanleg en het ontwerp van percelen in de IJsselmeerpolders. Uitgebreidere analyses door Ernst, Jan van Deemter, Kirkham en Childs lieten zowel de beperkingen als de voordelen van zijn benadering zien. De formule van Hooghoudt wordt nog steeds gebruikt voor het benaderen van afstanden tussen drains in het waterbeheer.